# PT-109
La PT-109 fue una lancha torpedera (Patrol Torpedo boat) de la Armada de los Estados Unidos. Su último comandante fue el teniente John F. Kennedy (quien luego sería Presidente de los Estados Unidos) en el Océano Pacífico durante la Segunda Guerra Mundial.

## Historial

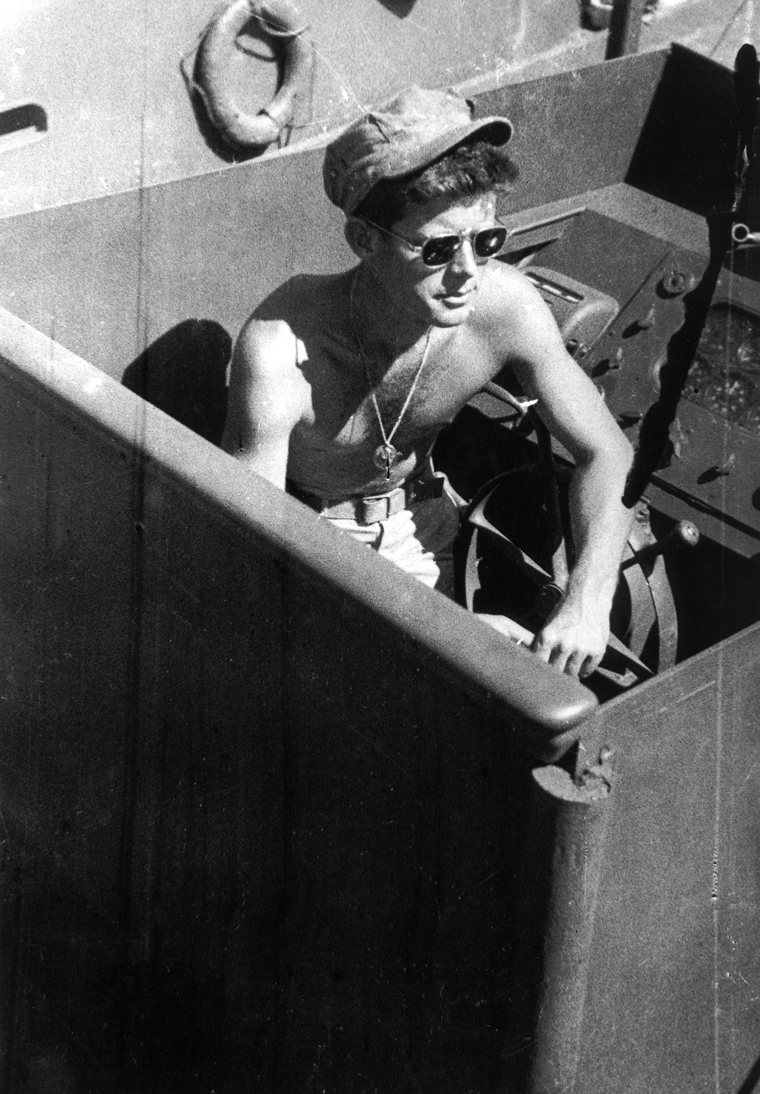
Teniente John F. Kennedy a bordo de la PT-109 (1943)

A la PT-109, junto con catorce lanchas torpederas más, se les ordenó patrullar la zona de las Islas Salomón para atacar al convoy llamado Tokyo Express; alrededor de las 2:00 AM del 2 de agosto de 1943 la PT-109 fue literalmente arrollada por el destructor japonés Amagiri que regresaba de Rabaul a toda máquina a unos 23 kt (43 km/h), el impacto los tomó por sorpresa en una noche sin luna, sin la menor oportunidad de quitarse del camino del buque que los superaba en peso y en tamaño.
Después de la brutal colisión la PT-109 quedó partida a la mitad, dos marinos murieron en el acto y dos más resultaron gravemente lesionados. La PT-162 y la PT-169 lanzaron sus torpedos al navío nipón sin éxito y regresaron a su base.
Los restantes once náufragos lograron llegar a la isla Budín de ciruelas (Plum Pudding, en inglés; ahora conocida como Isla Kennedy). La maltrecha tripulación tuvo que nadar por cuatro horas para recorrer las 3,5 millas (5,6 km), con la esperanza de no encontrarse con tiburones.  Kennedy pudo haber llegado sin dificultad ya que fue miembro del equipo de natación de la Universidad de Harvard, pero se mantuvo con el grupo ayudando a los heridos. La isla tenía un diámetro de apenas unos 90 m (100 yardas), sin agua ni comida.
La tripulación tuvo que esconderse del tráfico de barcos japoneses. Kennedy nadó cerca de cuatro kilómetros más a las islas de Naru y Olasana en busca de ayuda y comida. Posteriormente, condujo a sus hombres a Olasana donde había cocoteros y agua.
Para fortuna de la tripulación de la PT-109, la explosión del choque de naves fue visto por el observador australiano, subteniente Arthur Reginald Evans desde el volcán Monte Veve en la isla Kolombangara, donde tenía un puesto secreto de observación. Al día siguiente Evans mandó a los nativos de las Islas Salomón Biuku Gasa y Eroni Kumana a investigar el asunto, ya que fue notificado en clave del destino de la PT-109 y se esperaba que hubiera supervivientes.
Los tripulantes sobrevivieron seis días a base de cocos hasta que fueron encontrados por los isleños, pero no cabían en el cayuco y no se entendían entre ellos por hablar idiomas diferentes. Gasa sugirió a Kennedy que escribiera un mensaje en un coco que fue llevado con mucho riesgo por los nativos melanesios, que tuvieron que remar en sus cayucos unas 35 millas náuticas (56 kilómetros), hasta la base de Rendova para posteriormente ser rescatados por la PT-157.
Kennedy fue condecorado con la Medalla de la Armada y del Cuerpo de Marines por contribuir a salvar a su tripulación después del hundimiento de la PT-109. Se le dio estatus de "héroe de guerra", lo que facilitó su carrera política. Este incidente también pudo contribuir a sus problemas de espalda que lo aquejaron el resto de su vida.
Aunque en términos militares la acción fue insignificante en daños al enemigo, la lancha torpedera y su accidente fueron extremadamente bien documentados y publicitados. Se convirtió en un fenómeno cultural que inspiró muchos libros, películas, objetos coleccionables y juguetes más allá de su significancia histórica. El interés se incrementó durante la elección presidencial de JFK y ha continuado en el siglo XXI con el descubrimiento por el Dr. Robert Ballard, en mayo de 2002, de la hundida PT-109.

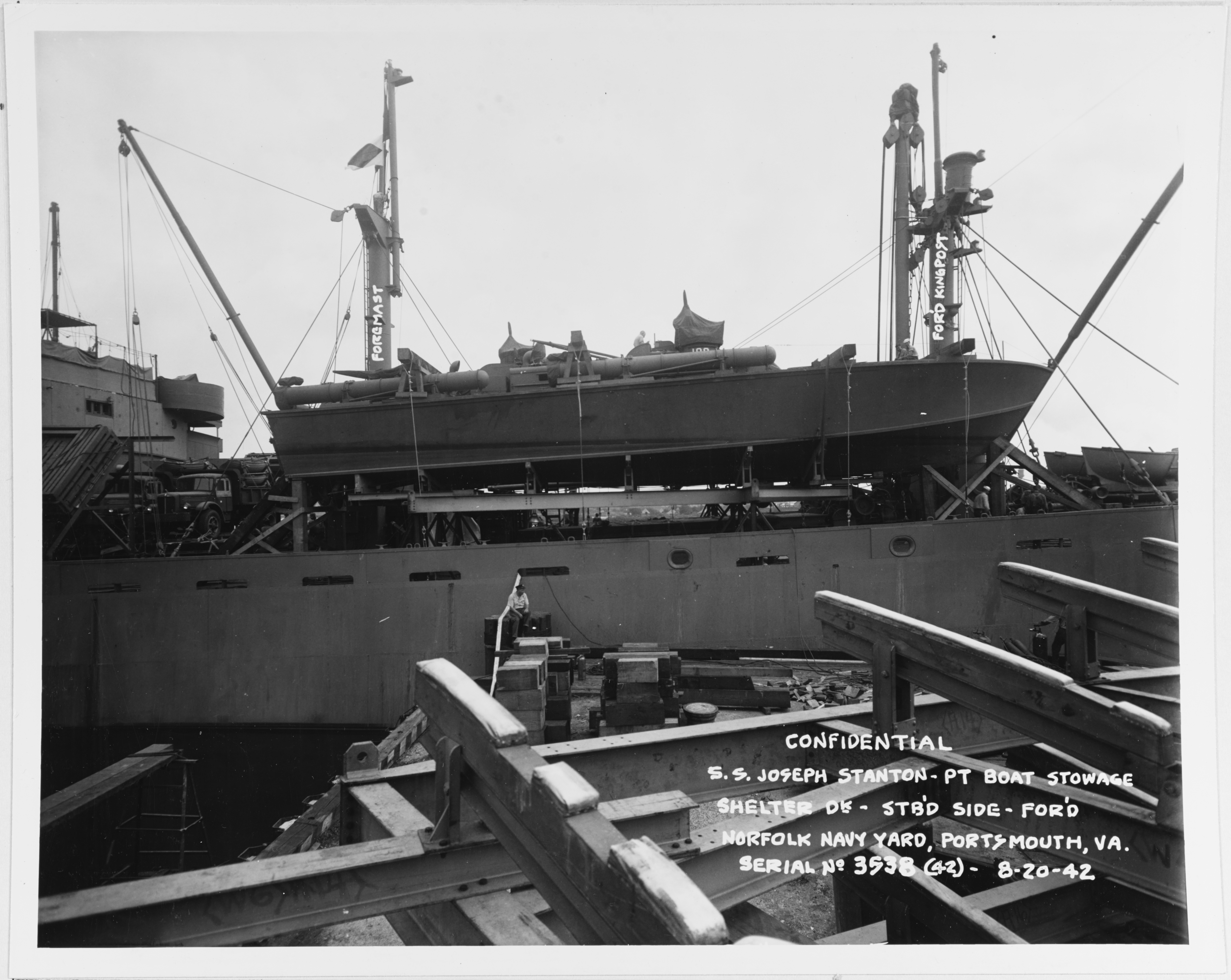
La USS PT-109 embarcada sobre un buque Liberty rumbo al frente. 20-08-1942

### La tripulación de la PT-109 en su última misión

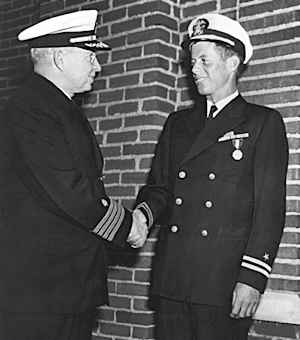
El teniente Kennedy recibiendo la Medalla naval del Cuerpo de Marina (12-06-1944)

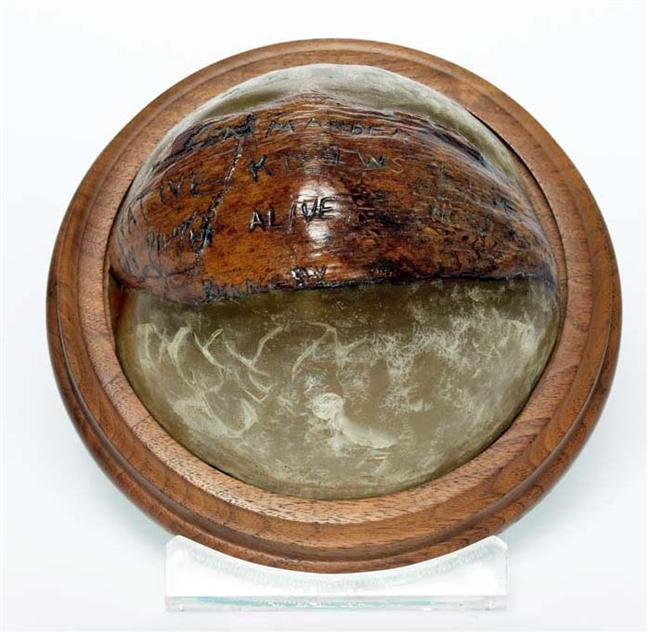
El coco-mensaje de Kennedy.

- Teniente John Fitzgerald Kennedy, comandante
- Alférez Leonard J. Thom, oficial.
- Alférez George H. R. Ross, observador
- Marino 2a. clase Raymond Albert
- Artillero 3a. clase Charles A. Harris
- Maquinista 2a. clase William Johnston
- Torpedero 2a. clase Andrew Jackson Kirksey (fallecido durante la colisión)
- Radio operador 2a. clase John E. Maguire
- Maquinista 2a. clase Harold William Marney (fallecido durante la colisión)
- Contramaestre Edman Edgar Mauer
- Maquinista 1a. clase Patrick H. McMahon (único hombre en el cuarto de máquinas durante el choque, sufrió graves quemaduras pero se recuperó)
- Torpedero 2a. clase Ray L. Starkey
- Maquinista 1a. clase Gerard E. Zinser

El coco original lo conservaba Kennedy en su escritorio de la Casa Blanca. Actualmente se exhibe en una urna de cristal de la Biblioteca John F. Kennedy